# Буланіхинська сільська рада
Булані́хинська сільська рада (рос. Буланихинский сельский совет) — сільське поселення у складі Зонального району Алтайського краю Росії.
Адміністративний центр — село Буланіха.

## Населення
Населення — 2591 особа (2019; 2520 в 2010, 2643 у 2002).

## Склад
До складу сільської ради входять:
| Населений пункт          | Населення, осіб (2002) | Населення, осіб (2010) |
| ------------------------ | ---------------------- | ---------------------- |
| Буланіха, село           | 2489                   | 2410                   |
| Парижська Комуна, селище | 154                    | 110                    |